# Phytomyza matricariae
Phytomyza matricariae este o specie de muște din genul Phytomyza, familia Agromyzidae, descrisă de Friedrich Georg Hendel în anul 1923.
Este endemică în Austria. Conform Catalogue of Life specia Phytomyza matricariae nu are subspecii cunoscute.